# Zengakuren
Zengakuren (jap. 全学連, Abkürzung von 全日本学生自治会総連合 Zen-nihon gakusei jichikai sō rengō, dt. Alljapanischer Allgemeiner Verband der studentischen Selbstverwaltungen) ist eine linksradikale Dachorganisation von Studenten in Japan. Sie wurde 1948 gegründet und organisiert Märsche und Proteste. In den 1960er Jahren kam es zur Spaltung der Zengakuren, so dass es heute fünf Organisationen unter ihrem Namen gibt.

## Die Studentenunruhen 1960
Im Kampf der politischen Linken gegen den Sicherheitsvertrag mit den USA spielte der Zengakuren eine Schlüsselrolle. Auf dem Höhepunkt der Demonstrationen und Straßenschlachten mit der Polizei organisierte Zengakuren am 20. Mai 1960 eine Erstürmung des Parlamentsgebäudes. Am 10. Juni führte der Besuch des Pressesprechers von US-Präsident Dwight D. Eisenhower, James Hagerty, zu einer Großdemonstration von Studenten am Flughafen Haneda, ein geplanter Besuch von Eisenhower wurde abgesagt – allerdings erst nachdem ein Mitarbeiter des Kaiserlichen Hofamtes interveniert hatte, weil auch die Sicherheit des Tennō bei einem Besuch Eisenhowers gefährdet sei. Am 15. Juni wurden bei einer Großdemonstration auf dem Campus der Universität Tokio über 500 Studenten verletzt, eine Studentin wurde getötet. Am 15. Juli trat Premierminister Nobusuke Kishi zurück.
In dieser Phase zunehmender Radikalisierung spaltete sich Zengakuren in verschiedene Gruppierungen, manche davon assoziiert mit bestimmten Strömungen der KPJ und anderer kommunistischer Gruppen.

## Proteste 1968/69
1968 war Japan an die dritte Stelle unter den Industriemächten gerückt.
Gleichzeitig brachen nach vereinzelten landesweiten Protestaktionen ungewöhnlich heftige landesweite Studentenunruhen aus, die Forderungen der internationalen Studentenbewegung aufgriffen, aber auch gegen spezifisch japanische Probleme gerichtet waren. Als 1968 das U.S. Student Mobilization Committee international zu Protest gegen den Vietnamkrieg aufrief, beteiligten sich 72 japanische Universitäten und Hochschulen. Der Protest richtete sich aber auch gegen Umweltverschmutzung und die zunehmende Urbanisierung, etwa die Enteignung von Bauern. Die Demokratisierung der Hochschulen wurde gefordert.
Bei der sogenannten Attacke auf Tokio im Oktober 1968 kam es zu tagelangen Unruhen, an denen sich auch Arbeiter beteiligten: das Parlament, die Polizeistationen, die US-Botschaft und der Bahnhof Shinjuku wurden von Protestierenden angegriffen bzw. besetzt.